# Stenia intervacatalis
Stenia intervacatalis là một loài bướm đêm trong họ Crambidae.